# Exoprosopa callima
Exoprosopa callima är en tvåvingeart som beskrevs av Joseph Hannum Painter 1969. Exoprosopa callima ingår i släktet Exoprosopa och familjen svävflugor. Inga underarter finns listade i Catalogue of Life.